# 台灣新聞記者協會
臺灣新聞記者協會（英語：Association of Taiwan Journalists），簡稱臺灣記協、記協、ATJ，是由臺灣新聞工作者、新聞相關科系學生自由入會的民間組織，於1995年3月29日正式成立，成立宗旨為「爭取新聞自由、提升專業水準、保障新聞工作者獨立自主、落實新聞媒體為社會公器之責」。

臺灣新聞記者協會前會長陳曉宜(右)與國立臺灣大學新聞所張錦華教授(左)參加2012年反媒體壟斷大遊行

## 歷史
- 1994年6月，自立報系爆發股權轉移風波，自立報系員工發起行動抵制具財團背景的新資方。
- 1994年7月12日，自立報系記者陳銘城於監察院記者室向《自由時報》記者何榮幸、《中時晚報》記者郭淑媛與《聯合晚報》記者楊汝椿提議幫助自立報系員工尋求外界援助，何郭楊三人表示贊同。
- 1994年7月3日，陳何郭楊四人與自立報系記者李瓊月、王幼玲、呂東熹、蔡慧琳等人會商發動連署事宜，並擬妥〈搶救自立〉聲明草稿。
- 1994年7月16日，何榮幸、楊汝椿、郭淑媛、張瑞欽（當時《民眾日報》記者）、劉俊宏（當時中華民國公共電視臺籌備委員會記者）、陳香蘭（當時《中時晚報》記者）、陳銘城、李瓊月、涂建豐（當時自立報系記者）、蘇正平（當時《自立早報》副總編輯）等10人展開每星期一次的定期聚會，以評估連署成效、思考後續動作。
- 1994年7月19日，《中時晚報》與《自立晚報》同步刊登〈搶救自立〉聲明；但《自立晚報》版因社方強烈反對使用「搶救自立」字眼，最後修改標題為〈關切自立〉。
- 1994年8月3日，這個10人跨媒體小組（當時無固定名稱）達成「推動編輯部公約」的共識，並決定由自立報系成員先在自立報系推動編輯部公約。
- 1994年8月17日，這個10人跨媒體小組決定發起「推動編輯部公約運動」連署。
- 1994年8月21日，這個10人跨媒體小組舉行擴大工作會議，臺北之音臺長徐璐、香港《明報》駐臺灣記者賴秀如、自立報系記者賀照緹等新組員建議該小組定名，該小組遂定名為「901新聞自主推動小組」，並推舉李瓊月為召集人。
- 1994年8月30日，《中時晚報》與《自立晚報》同步刊登一千多位臺灣各界人士連署的「支持編輯部公約運動」聲明，並預告將於同年9月1日（記者節）舉辦「為新聞自主而走大遊行」。
- 1994年9月1日，儘管颱風侵襲臺灣，901新聞自主推動小組照常發動「為新聞自主而走大遊行」，以「落實內部新聞自由、推動編輯部公約、催生新聞專業組織」為三大訴求；遊行至終點立法院後，即在立法院會議室召開「催生新聞專業組織」記者會宣布籌組新聞專業組織，一百六十餘位新聞工作者簽署擔任發起人。
- 1994年10月22日，901新聞自主推動小組決議成立章程小組、活動小組、調查研究小組與總務小組，同時無異議通過原召集人李瓊月推薦何榮幸接任召集人。
- 1994年10月，《中央日報》非法解僱記者蘇諍，蘇諍向901新聞自主推動小組申訴。
- 1994年11月5日，901新聞自主推動小組公布《蘇諍案調查報告》，認定《中央日報》不合理解僱蘇諍，要求《中央日報》讓蘇諍復職，是901新聞自主推動小組第一個保護記者工作權的個案。[1]
- 1994年12月15日，901新聞自主推動小組官方刊物《901通訊》第一期出刊五千份；20日後，由於供不應求，《901通訊》第一期再版加印二千份。
- 1994年12月19日，901新聞自主推動小組章程小組經過8次會議討論後完成《臺灣新聞記者協會組織章程》草案，其後經901新聞自主推動小組多次討論後定案。
- 1995年1月14日，901新聞自主推動小組在臺大校友會館舉行「臺灣新聞記者協會發起人大會」，選出「臺灣新聞記者協會籌備委員會」委員25人，901新聞自主推動小組走入歷史；臺灣新聞記者協會籌備委員會推舉何榮幸為召集人、賴秀如為發言人、《工商時報》編輯邱奕嵩為總務，並分別成立章程小組、文宣小組與調查小組。
- 1995年1月22日，臺灣新聞記者協會籌備委員會決議於同年3月29日舉行「臺灣新聞記者協會成立大會」。
- 1995年2月12日，臺灣新聞記者協會籌備委員會決議以同年3月10日為臺灣新聞記者協會創會會員申請入會期限。
- 1995年2月17日，臺灣新聞記者協會籌備委員會決策小組決議，在籌備期間內暫不擔任「黨政軍退出三臺運動聯盟」共同發起團體，但成員可以個人名義協助黨政軍退出三臺運動聯盟工作。
- 1995年3月20日，臺灣新聞記者協會籌備委員會通過成立大會議程，並重新界定成立大會中「發起人」與「創會會員」之區別。
- 1995年3月26日，臺灣新聞記者協會籌備委員會完成《臺灣新聞記者協會組織章程》草案最後修正。
- 1995年3月29日，臺灣新聞記者協會在臺大校友會館正式成立，發表成立宣言，並選出何榮幸、賴秀如、楊汝椿、梁永煌（當時《財訊雜誌》總編輯）、蔡崇隆（當時《財訊雜誌》記者）、馮賢賢（當時中華民國公共電視臺籌備委員會製作人）、涂建豐、李永萍（當時臺中有線電視臺採訪主任）、林少岩（當時《中時晚報》攝影記者）、陳玉華（當時《中國時報》記者）、張瑞欽等11人擔任執行委員，第一屆會長為何榮幸、副會長為賴秀如和楊汝椿。
- 1995年11月19日至1996年7月28日，超級電視臺於每星期日23時10分首播臺灣新聞記者協會製作的節目《媒體怕怕》，共34集。
- 1996年，臺灣新聞記者協會向臺北市政府立案登記，全名為「臺北市臺灣新聞記者協會」。
- 1996年7月底，《聯合報》臺中市記者蔡政欣與《臺灣時報》臺中市記者包克明遭不明歹徒伏擊受傷。
- 1996年8月，臺灣新聞記者協會發起「新聞界反暴力威脅聲明」連署，同年9月1日送進行政院的連署書上共有2,006人連署，是臺灣新聞界有史以來最大規模的全國性連署行動。
- 1997年9月1日，臺灣新聞記者協會《目擊者雙月刊》創刊，為臺灣最具代表性的媒體改造刊物。
- 1998年5月3日（國際新聞自由日），臺灣新聞記者協會正式成為[國際記者聯盟]（英語：International Federation of Journalists）一員，每年參與多項國際交流活動。
- 2000年1月15日，臺灣新聞記者協會執行委員會及監察委員會聯席會議討論通過向大會提出組織章程修正草案，全名改為「臺灣新聞記者協會」，主管機關為中華民國內政部。
- 2005年，臺灣新聞記者協會改制為全國性人民團體。
- 2009年5月，《目擊者雜誌》因財務問題停刊，最後一期為2009年4月發行的第69期。
- 2009年6月9日，中國時報於頭版刊登廣告，針對被旺中認定曾發表「汙衊」言論的「禍源」要求道歉。10日，臺灣新聞記者協會會長莊豐嘉、臺大經濟系教授鄭秀玲、林惠玲、中央研究院社會學研究所研究員瞿海源、國立中正大學傳播學系教授管中祥、《財訊月刊》記者田習如、《天下》雜誌前記者林倖妃等七名曾公開發言、投書或撰寫報導批評該集團的學者與記者陸續收到警告追究誹謗刑責與求償的存證信函，成為臺灣新聞傳播史上媒體意圖控告批評者的先例。傳播學界隨即發起連署譴責旺中，短短三天，高達二十三校、超過150名學者抗議並要求該集團懸崖勒馬，不要殘害言論自由與新聞專業。這七位收到存證信函者也發表共同聲明《感謝與不懼》，呼籲該集團停止對媒體新聞報導與編輯走向的不當干涉，尊重新聞工作者的專業意識與工作尊嚴。[2][3][4][5]

參與拒絕中時運動與反媒體壟斷大遊行等反媒體壟斷運動。
- 2013年7月29日，與郝明義、國立臺灣大學經濟學系教授兼系主任鄭秀玲、小野、馮光遠、九把刀、臺大新聞所教授張錦華、臺大文學院院長陳弱水、法律學院院長謝銘洋、社會科學院院長林惠玲、副院長王麗容、新聞所所長洪貞玲、社會系主任柯志哲、社工系主任鄭麗珍、學學文創董事長徐莉玲等知識界與藝文界人士就此「未充分徵詢民間意見」、「未進行衝擊評估調查」、「未事先讓國會參與監督」而引發臺灣社會軒然大波的黑箱作業發起「實踐民主審議、誠實評估衝擊、重啟服貿談判」的連署活動，要求政府必須就「到底是基於什麼理由？由誰做的決策？中間的談判經過？」等始末正式出面做完整的說明，讓社會討論日後如何避免類似事件重演。[6][7]
- 2014年3月25日，由於太陽花學運連續發生數起抗議者與採訪記者衝突事件，臺灣記者協會會長陳曉宜進入議場與學生領袖林飛帆等人協商，隨即在記協網站及臉書發出聲明稿，提到四點協商結論包括進出議場請出示記者證以便辨識、學生與現場媒體記者相互尊重、場內學生挑釁記者情事「純屬誤傳」，及呼籲學生冷靜、媒體自律。但此聲明稿發出後立刻引起大部分記者的不滿，更直接在臉書留言挑明「本人一切在外採訪行為，受某某公司約束，未授權『臺灣記者協會』代表本人，因此本人不會配合記協與任何團體簽訂之協約」，對於記協的聲明與協商，更砲轟根本是黑箱作業，要求撤回[8]。

臺灣新聞記者協會會長陳曉宜面對部分記者同業質疑，隨即在臉書發表聲明，記協沒有代表任何人，與學生簽訂任何協定，僅針對記者陳情事項，與學生進行協調，讓記者在議場內外的工作能更順利進行，而記協的立場是幫助記者減少工作阻礙，協調學生能友善對待每一位記者，不要因其媒體屬性而有差別待遇。在記協發出聲明後，臺北市攝影記者聯誼會、臺北市攝影記者研究會、SNG記者聯誼會、自由、聯合、中時、蘋果等四大報社攝影記者，與記協開會討論協商，3月27日，由記協會長陳曉宜代表再度與學生進行議場內外採訪權溝通，並在溝通後發出共同聲明，達成學生主動清除SNG車塗鴉，開放議場二樓進出，學生尊重記者採訪權，記者尊重受訪者人權之自律主張。

## 外部連結
- 台灣新聞記者協會 （页面存档备份，存于）
- 台灣新聞記者協會的Facebook專頁